# Frederick Henry Ambrose Scrivener

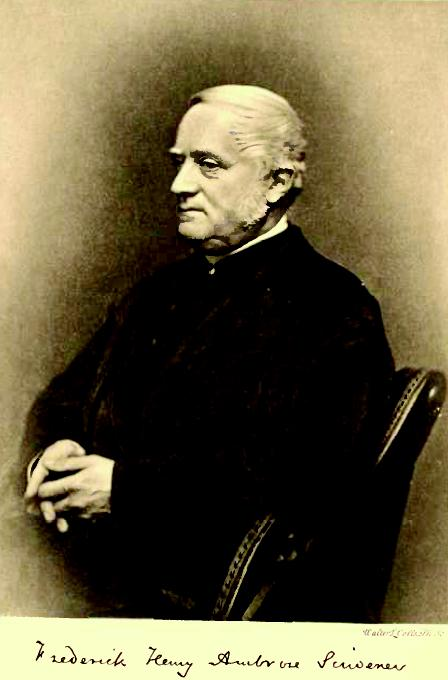
Frederick Henry Ambrose Scrivener (1813-1891)

Frederick Henry Ambrose Scrivener, LL.D. (Bermondsey, Surrey 29 september 1813 – Hendon, Middlesex 30 oktober 1891), was een Brits Bijbelgeleerde, tekstcriticus en theoloog.

## Biografie
Scrivener was de zoon van Ambrose Scrivener (1790-1853) en Harriet Shoel (1791-1844). Hij bezocht de St. Olave's School in Southwark (1820-1831) en studeerde vervolgens vier jaar theologie aan het Trinity College, Cambridge. Na zijn promotie in 1835 (B.A.) was hij leraar klassieke talen aan verscheidene scholen. Van 1846 tot 1856 was hij hoofdmeester van de school van Falmouth, Cornwall en was daarna gedurende vijftien jaar rector van Gerrans, Cornwall.
In 1874 werd hij prebende van Exeter en in 1876 vicar te Hendon, hetgeen hij bleef tot zijn overlijden in 1891.

## Tekstcriticus
Scrivener heeft vooral naam gemaakt als vooraanstaand tekstcriticus. Hij bestudeerde de Codex Bezae Cantabrigensis en andere codices van het Nieuwe Testament. Dankzij zijn inspanningen werd het voor geleerden gemakkelijker om de oude codices te bestuderen. Scrivener publiceerde de tekst van de Codex Sinaiticus en de Textus Receptus in één boek in kolommen naast elkaar waardoor de verschillen en overeenkomsten van de beide tekstvarianten duidelijk naar voren kwamen. Vanwege zijn verdiensten voor de tekstkritiek en het toegankelijk maken van de oude codices voor een breed publiek, ontving hij in 1872 een staatspensioen.
Scrivener was de eerste geleerde die de verschillen aantoonde tussen de Byzantijnse meerderheidstekst en de Textus Receptus. Hij concludeerde dat de TR weliswaar sterke overeenkomsten vertoonde met de meerderheidstekst, maar dat er ook grote verschillen zijn. Scrivener verdedigde de meerderheidstekst tegenover de moderne tekstuitgaven van Brooke Foss Westcott en Fenton John Anthony Hort die in die tijd opgang maakten.
Scrivener vergeleek de Textus Receptus met de edities van Stephanus (1550), Theodorus Beza (1565) en Elsevier (1633) en toonde de verschillen aan. Hij kwam tot de conclusie dat de vertalers van de King James-Bijbel zich niet hadden beperkt tot één uitgave van de TR, maar meerdere uitgaven gebruikten en daarnaast ook veelvuldig gebruik maakten van de andere bronnen, zoals de Septuaginta en de Latijnse Vulgata. Scrivener besloot daarop één uitgave van de Textus Receptus samen te stellen die aansloot op de tekst van de KJV. Deze Textus Receptus van Scrivener (1881) wordt tegenwoordig nog uitgegeven door de Trinitarian Bible Society en werd in Nederland als voornaamste bron gebruikt voor de Herziene Statenvertaling. Scrivener vergeleek zijn uitgave van de TR met de moderne tekstkritische edities van de Nieuwtestamentische bronteksten van Lachmann, Tregelles en Tischendorf.
Scrivener betwijfelde de echtheid van een aantal traditionele Bijbelpassages die deel uitmaken van de Textus Receptus: Matteüs 16:2b-3 (De tekenen van de tijd), Luc. 22:43-44 (Christus' doodsangst in Getsemane), Joh. 5:3b-4 (de engel die het water beroerde te Bethesda) en Joh. 7:53-8:11 (De Pericope Adulterae).
Scrivener was lid van het Vertaalcomité dat verantwoordelijk was voor de totstandkoming van de Revised Version, een herziening van de King James Version.

## Publicaties
- (en)  A Supplement to the Authorised English Version of the New Testament (1845)
- (en)  Full and Exact Collation of About Twenty Greek Manuscripts of the Holy Gospels (1853)
- (en)  An Exact Transcript of the Codex Augiensis (1859)
- (en)  Contributions to the criticism of the Greek New Testament: being the introduction to an edition of the Codex Augiensis and Fifty other Manuscripts (1859)
- (en)  en:A Plain Introduction to the Criticism of the New Testament (1861, 1894)
- (en)  Collations of the Sinaiticus and Cod. Bezæ (1864)
- (en)  Bezae Codex Cantabrigiensis: being an exact Copy, in ordinary Type, of the celebrated Uncial Graeco-Latin Manuscript of the Four Gospels and Acts of the Apostles, written early in the Sixth Century, and presented to the University of Cambridge by Theodore Beza A.D. 1581. Edited, with a critical Introduction, Annotations, and Facsimiles (1864)
- (en)  The Cambridge Paragraph Bible of the Authorised English Version, 3 vols. (1870-1873)
- (en)  Six Lectures on the Text of the New Testament (1874)
- (en)  Novum Testamentum : textus Stephanici A.D. 1550 : accedunt variae lectiones editionum Bezae, Elzeviri, Lachmanni, Tischendorfii, Tregellesii (1877)
- (en)  The New Testament in the Original Greek according to the Text followed in the Authorized Version, together with the Variations adopted in the Revised Version (1881)
- (en)  Novum Testamentum : Textus Stephanici A.D. 1550 : accedunt variae lectiones editionum Bezae, Elzeviri, Lachmanni, Tischendorfii, Tregellesii, Westcott-Hort, Versionis Anglicanae Emendatorum (1887)
- (en)  Cod. Ceaddæ Latinus (1887)
- (en)  Adversaria Critica Sacra: With a Short Explanatory Introduction (postuum, 1893)
- (en)  A Plain Introduction to the Criticism of the New Testament, for the Use of Biblical Students (postuum 1894; met Edward Miller)
- (en)  Adversaria Critica Sacra (postuum)

- Gemeinsame Normdatei: 105538409X
- International Standard Name Identifier: 0000 0000 8077 8568
- Library of Congress Control Number: n85239684
- Nationale Bibliotheek van Israël: 987007267719905171
- Nederlandse Thesaurus van Auteursnamen: 068255322
- Système universitaire de documentation: 068975678
- Trove: 970617
- Virtual International Authority File: 75300714
- WorldCat: E39PCjDC6K8BW8cwBGkmbGg8Q3